# Абдуллин, Миннивасик Гатауллович
Миннивасик Гатауллович Абдуллин (род. 14 февраля 1946, с. Рятамак Ермекеевского района) — советский спортсмен, преподаватель высшей школы, учёный. Кандидат педагогических наук, мастер спорта СССР (1977). Двукратный чемпион СССР, шестикратный чемпион РСФСР.
Профессор на кафедре спортивных дисциплин факультета физической культуры БГПУ им. М.Акмуллы.

## Образование
В 1977 году закончил Государственный ордена Ленина и ордена Красного знамени институт физической культуры им. П. Ф. Лесгафта.

## Спорт
Профессиональным спортом начал заниматься в 1970-х, в спортивном клубе им. Гастелло в Уфе. В 1970 году выполнил норму КМС, через год — МС (присвоено в 1977). Им установлено три рекорда БАССР (в беге на 1,5, 3 и 5 тысяч м).

## Высшая школа
С 1991 года — на преподавательской работе в БГПУ им. М. Акмуллы, доцент, с 2001 года — заведующий кафедрой физической культуры, член учёного совета БГПУ, консультант сборной команды Республики Башкортостан по лёгкой атлетике.